# One More Nightmare (Trees Come Down A.D.)
One More Nightmare (Trees Come Down A.D.) – singiel zespołu Fields of the Nephilim wydany przez Jungle Records 10 lipca 2000 roku. Płyta ukazała się w formacie 10"-ego winyla oreaz kompaktu i zawierała 2 starsze utwory (z ep-ki Burning the Fields), nagrane i wyprodukowane na nowo przez McCoya i Pettita dla potrzeb filmu. Grupa tego okresu nazywana jest niekiedy Fields of the Nephilim AD.
Spis utworów:
1. One more nightmare (trees come down a.D.) (5:20)
2. Darkcell a.D. (3:53)